# Александер Тишинський
Алекса́ндер Тиши́нський (пол. Aleksander Tyszyński; нар. 21 травня 1811, Петербург — пом. 5 листопада 1880, с. М'ясота, тепер Молодечненського району Мінської області Білорусі) — польський прозаїк, літературний критик, публіцист; запровадив до вжитку концепцію української школи в польській літературі.

## Життєпис
За освітою юрист, навчався в Вільнюському університеті (1825—1828). 1841 року заснував і очолив відділ літературної критики в науково-літературному щомісячнику «Biblioteka Warszawska». В 1866—1869 роках викладав історію літератури у Головній школі в Варшаві.
1873 року обраний членом Академії мистецтв у Кракові.
Головне досягнення Тишинського, завдяки якому він увійшов до історії літературознавства,— теорія регіональних шкіл у літературі (серед інших він виділяв у польській літературі й українську школу). Цікаво, що вперше цю теорію він виклав не в науковій розвідці, а в художньому тексті: 1837 року вийшов друком його епістолярний роман «Американка в Польщі» (до речі, його визнають за одну з перших спроб польської психологічної прози), а в текст цього роману було вмонтовано розвідку «Про школи польської поезії» («O szkołach poezji polskiej»).

## Твори
- Amerykanka w Polsce (1837; роман)
- Rys historyczny oświecenia Słowian (1841; історична розвідка)
- Rozbiory i krytyki (1854, три томи; збірка критичних праць та рецензій)
- Pierwsze zasady krytyki powszechnej (1871; філософський трактат)
- Wizerunki polski (1875; збірка критичних праць та рецензій)
- Pisma krytyczne (1904, два томи; збірка критичних праць та рецензій)